# Keulenaar

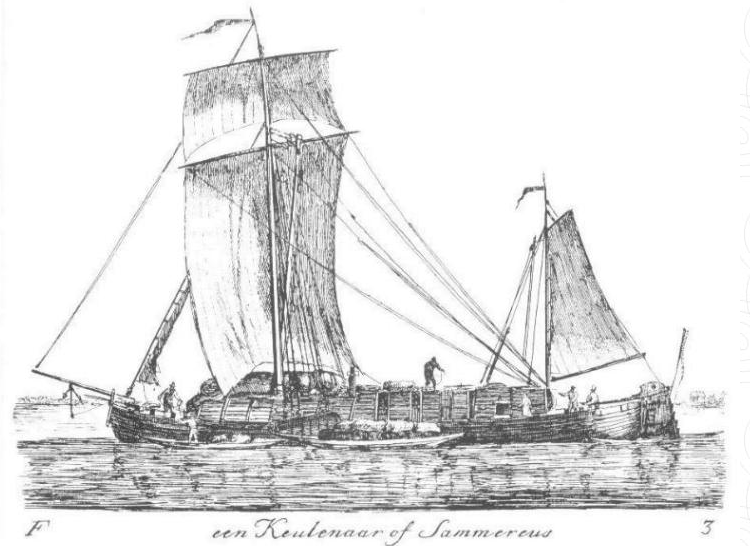
Keulenaar door Gerrit Groenewegen (1754-1826)

Een keulenaar, keulse aak, samoreus of sammereus is een schip. Het is een grote, in de streek van Keulen gebouwde rijnaak die zich later heeft ontwikkeld naar de gemotoriseerde vaart. De naam Keulenaar kan ook ontleend zijn aan het feit dat er veel gevaren werd op Keulen.
Het was een lang en smal rivierschip voorzien van twee masten en een boegspriet. Het schip had weinig diepgang en werd ontwikkeld voor de "Großen Niederrheinfahrt". Het schip werd echter ook wel gebruikt voor kustvaart en vaart op de Zuiderzee. 
Omdat het een lang en smal schip was, werd het onder andere gebruikt voor het transport van bomen, die bijvoorbeeld bestemd waren voor de scheepsbouw. 

## Geschiedenis
De Keulenaar werd voor het eerst beschreven in 1625. Het schip was in die tijd 33 meter lang, maar in de loop der tijd werd het steeds langer. Rond 1830 had een Keulenaar een lengte van bijna 50 meter.
De Keulenaar kreeg in zijn ontwikkeling vijf zeilen:
- aan de grote mast een marszeil en bramzeil
- aan de bezaansmast werd een bezaan (gaffelzeil) gevestigd.
- de boegspriet werd voorzien van een kluiver en stagfok.

Men vermoedt dat naam samoreus een samentrekking is Sambre (de Samber) en Meuze (De Maas). 